# 3.ª etapa del Giro de Italia 2025
La 3.ª etapa del Giro de Italia 2025 tuvo lugar el 11 de mayo de 2025 y consistió en una etapa en ruta de perfil escarpado con inicio y final en la ciudad albanesas de Vlorë, sobre un recorrido de 160 km. El vencedor fue el danés Mads Pedersen del equipo Lidl-Trek, recuperando además el liderato de la carrera.

## Clasificación de la etapa[2]
| Vlorë - Vlorë | etapa escarpada | (160 km) |

| \| Clasificación de la etapa \| Clasificación de la etapa \| Clasificación de la etapa \| Clasificación de la etapa \| Clasificación de la etapa \| \| Ciclista \| Ciclista \| Equipo \| Tiempo \| \| \| ------------------------- \| ------------------------- \| ----------------------------- \| ------------------------- \| ------------------------- \| \| 1.º \| Mads Pedersen \| Lidl-Trek \| 3 h 49 min 47 s \| \| \| 2.º \| Corbin Strong \| Israel-Premier Tech \| + 0 s \| \| \| 3.º \| Orluis Aular \| Movistar Team \| + 0 s \| \| \| 4.º \| Brandon Rivera \| Ineos Grenadiers \| + 0 s \| \| \| 5.º \| Edoardo Zambanini \| Bahrain Victorious \| + 0 s \| \| \| 6.º \| Stefano Oldani \| Cofidis \| + 0 s \| \| \| 7.º \| Andrea Vendrame \| Decathlon-AG2R La Mondiale \| + 0 s \| \| \| 8.º \| Filippo Fiorelli \| VF Group-Bardiani CSF-Faizanè \| + 0 s \| \| \| 9.º \| Christian Scaroni \| XDS Astana Team \| + 0 s \| \| \| 10.º \| Davide De Pretto \| Team Jayco AlUla \| + 0 s \| \| |                   |                               |                 |
| |                   |                               |                 |
| Fuente: ProCyclingStats |                   |                               |                 |
| Clasificación de la etapa |                   |                               |                 |
| Ciclista | Ciclista          | Equipo                        | Tiempo          |
| 1.º | Mads Pedersen     | Lidl-Trek                     | 3 h 49 min 47 s |
| 2.º | Corbin Strong     | Israel-Premier Tech           | + 0 s           |
| 3.º | Orluis Aular      | Movistar Team                 | + 0 s           |
| 4.º | Brandon Rivera    | Ineos Grenadiers              | + 0 s           |
| 5.º | Edoardo Zambanini | Bahrain Victorious            | + 0 s           |
| 6.º | Stefano Oldani    | Cofidis                       | + 0 s           |
| 7.º | Andrea Vendrame   | Decathlon-AG2R La Mondiale    | + 0 s           |
| 8.º | Filippo Fiorelli  | VF Group-Bardiani CSF-Faizanè | + 0 s           |
| 9.º | Christian Scaroni | XDS Astana Team               | + 0 s           |
| 10.º | Davide De Pretto  | Team Jayco AlUla              | + 0 s           |

## Clasificaciones al final de la etapa

### Clasificación general(Maglia Rosa)[3]
| \| Clasificación general \| Clasificación general \| Clasificación general \| Clasificación general \| Clasificación general \| \| Ciclista \| Ciclista \| Equipo \| Tiempo \| \| \| --------------------- \| --------------------- \| ----------------------- \| --------------------- \| --------------------- \| \| 1.º \| Mads Pedersen \| Lidl-Trek \| 7 h 42 min 10 s \| \| \| 2.º \| Primož Roglič \| Red Bull-Bora-Hansgrohe \| + 9 s \| \| \| 3.º \| Mathias Vacek \| Lidl-Trek \| + 14 s \| \| \| 4.º \| Brandon McNulty \| UAE Team Emirates XRG \| + 21 s \| \| \| 5.º \| Juan Ayuso \| UAE Team Emirates XRG \| + 25 s \| \| \| 6.º \| Isaac Del Toro \| UAE Team Emirates XRG \| + 26 s \| \| \| 7.º \| Max Poole \| Team Picnic-PostNL \| + 33 s \| \| \| 8.º \| Antonio Tiberi \| Bahrain Victorious \| + 34 s \| \| \| 9.º \| Michael Storer \| Tudor Pro Cycling Team \| + 36 s \| \| \| 10.º \| Giulio Ciccone \| Lidl-Trek \| + 40 s \| \| |                 |                         |                 |
| |                 |                         |                 |
| Fuente: ProCyclingStats |                 |                         |                 |
| Clasificación general |                 |                         |                 |
| Ciclista | Ciclista        | Equipo                  | Tiempo          |
| 1.º | Mads Pedersen   | Lidl-Trek               | 7 h 42 min 10 s |
| 2.º | Primož Roglič   | Red Bull-Bora-Hansgrohe | + 9 s           |
| 3.º | Mathias Vacek   | Lidl-Trek               | + 14 s          |
| 4.º | Brandon McNulty | UAE Team Emirates XRG   | + 21 s          |
| 5.º | Juan Ayuso      | UAE Team Emirates XRG   | + 25 s          |
| 6.º | Isaac Del Toro  | UAE Team Emirates XRG   | + 26 s          |
| 7.º | Max Poole       | Team Picnic-PostNL      | + 33 s          |
| 8.º | Antonio Tiberi  | Bahrain Victorious      | + 34 s          |
| 9.º | Michael Storer  | Tudor Pro Cycling Team  | + 36 s          |
| 10.º | Giulio Ciccone  | Lidl-Trek               | + 40 s          |

### Clasificación por puntos(Maglia Ciclamino)[4]
| Clasificación por puntos | Clasificación por puntos | Clasificación por puntos      | Clasificación por puntos | Clasificación por puntos |
| Ciclista                 | Ciclista                 | Equipo                        | Puntos                   |                          |
| ------------------------ | ------------------------ | ----------------------------- | ------------------------ | ------------------------ |
| 1.º                      | Mads Pedersen            | Lidl-Trek                     | 54 pts                   |                          |
| 2.º                      | Alessandro Tonelli       | Team Polti VisitMalta         | 35 pts                   |                          |
| 3.º                      | Orluis Aular             | Movistar Team                 | 24 pts                   |                          |
| 4.º                      | Joshua Tarling           | Ineos Grenadiers              | 18 pts                   |                          |
| 5.º                      | Corbin Strong            | Israel-Premier Tech           | 18 pts                   |                          |
| 6.º                      | Wout van Aert            | Team Visma \| Lease a Bike    | 18 pts                   |                          |
| 7.º                      | Manuele Tarozzi          | VF Group-Bardiani CSF-Faizanè | 17 pts                   |                          |
| 8.º                      | Chris Hamilton           | Team Picnic-PostNL            | 13 pts                   |                          |
| 9.º                      | Primož Roglič            | Red Bull-Bora-Hansgrohe       | 12 pts                   |                          |
| 10.º                     | Sylvain Moniquet         | Cofidis                       | 11 pts                   |                          |

### Clasificación de la montaña(Maglia Azzurra)[5]
| Clasificación de la montaña | Clasificación de la montaña | Clasificación de la montaña   | Clasificación de la montaña | Clasificación de la montaña |
| Ciclista                    | Ciclista                    | Equipo                        | Puntos                      |                             |
| --------------------------- | --------------------------- | ----------------------------- | --------------------------- | --------------------------- |
| 1.º                         | Lorenzo Fortunato           | XDS Astana Team               | 28 pts                      |                             |
| 2.º                         | Sylvain Moniquet            | Cofidis                       | 18 pts                      |                             |
| 3.º                         | Pello Bilbao                | Bahrain Victorious            | 12 pts                      |                             |
| 4.º                         | Alessandro Tonelli          | Team Polti VisitMalta         | 11 pts                      |                             |
| 5.º                         | Giulio Ciccone              | Lidl-Trek                     | 9 pts                       |                             |
| 6.º                         | Alessandro Verre            | Arkéa-B&B Hotels              | 8 pts                       |                             |
| 7.º                         | Chris Hamilton              | Team Picnic-PostNL            | 6 pts                       |                             |
| 8.º                         | Mads Pedersen               | Lidl-Trek                     | 4 pts                       |                             |
| 9.º                         | Mathias Vacek               | Lidl-Trek                     | 4 pts                       |                             |
| 10.º                        | Manuele Tarozzi             | VF Group-Bardiani CSF-Faizanè | 4 pts                       |                             |

### Clasificación de los jóvenes(Maglia Bianca)[6]
| Clasificación del mejor joven | Clasificación del mejor joven | Clasificación del mejor joven | Clasificación del mejor joven | Clasificación del mejor joven |
| Ciclista                      | Ciclista                      | Equipo                        | Tiempo                        |                               |
| ----------------------------- | ----------------------------- | ----------------------------- | ----------------------------- | ----------------------------- |
| 1.º                           | Mathias Vacek                 | Lidl-Trek                     | 7 h 42 min 24 s               |                               |
| 2.º                           | Juan Ayuso                    | UAE Team Emirates XRG         | + 11 s                        |                               |
| 3.º                           | Isaac Del Toro                | UAE Team Emirates XRG         | + 12 s                        |                               |
| 4.º                           | Max Poole                     | Team Picnic-PostNL            | + 19 s                        |                               |
| 5.º                           | Antonio Tiberi                | Bahrain Victorious            | + 20 s                        |                               |
| 6.º                           | Giulio Pellizzari             | Red Bull-Bora-Hansgrohe       | + 26 s                        |                               |
| 7.º                           | Davide Piganzoli              | Team Polti VisitMalta         | + 35 s                        |                               |
| 8.º                           | Felix Engelhardt              | Team Jayco AlUla              | + 1 min 11 s                  |                               |
| 9.º                           | Marco Frigo                   | Israel-Premier Tech           | + 2 min 08 s                  |                               |
| 10.º                          | Alessandro Pinarello          | VF Group-Bardiani CSF-Faizanè | + 2 min 10 s                  |                               |

### Clasificación por equipos"Súper team"[7]
| Clasificación por equipos | Clasificación por equipos  | Clasificación por equipos | Clasificación por equipos |
| Equipo                    | Equipo                     | Tiempo                    |                           |
| ------------------------- | -------------------------- | ------------------------- | ------------------------- |
| 1.º                       | Lidl-Trek                  | 23 h 07 min 20 s          |                           |
| 2.º                       | UAE Team Emirates XRG      | + 7 s                     |                           |
| 3.º                       | Red Bull-BORA-hansgrohe    | + 15 s                    |                           |
| 4.º                       | Team Visma \| Lease a Bike | + 47 s                    |                           |
| 5.º                       | Movistar Team              | + 1 min 35 s              |                           |
| 6.º                       | Team Jayco AlUla           | + 2 min 10 s              |                           |
| 7.º                       | Q36.5 Pro Cycling Team     | + 2 min 41 s              |                           |
| 8.º                       | XDS Astana Team            | + 3 min 00 s              |                           |
| 9.º                       | Bahrain-Victorious         | + 3 min 24 s              |                           |
| 10.º                      | Team Picnic-PostNL         | + 3 min 25 s              |                           |

## Abandonos
Ninguno.